# Stor-Saxaren
Stor-Saxaren (eller Stora Saxaren) är en långsmal ö i Saxarfjärden i Stockholms mellersta skärgård. Den ligger söder om Fåglarö. Ön är, liksom grannön Lilla Saxaren, tätbebyggd med fritidshus. Ön saknar dock fastboende. Ön trafikeras av Waxholmsbolaget. Vid den gamla ångbåtsbryggan finns en väntstuga som tidigare var lanthandel.
De båda öarna har tillhört Vårholma, och användes då för bete. Ön har även, fram till i början av 1900-talet, ägts av svenska marinen.

## Bilder

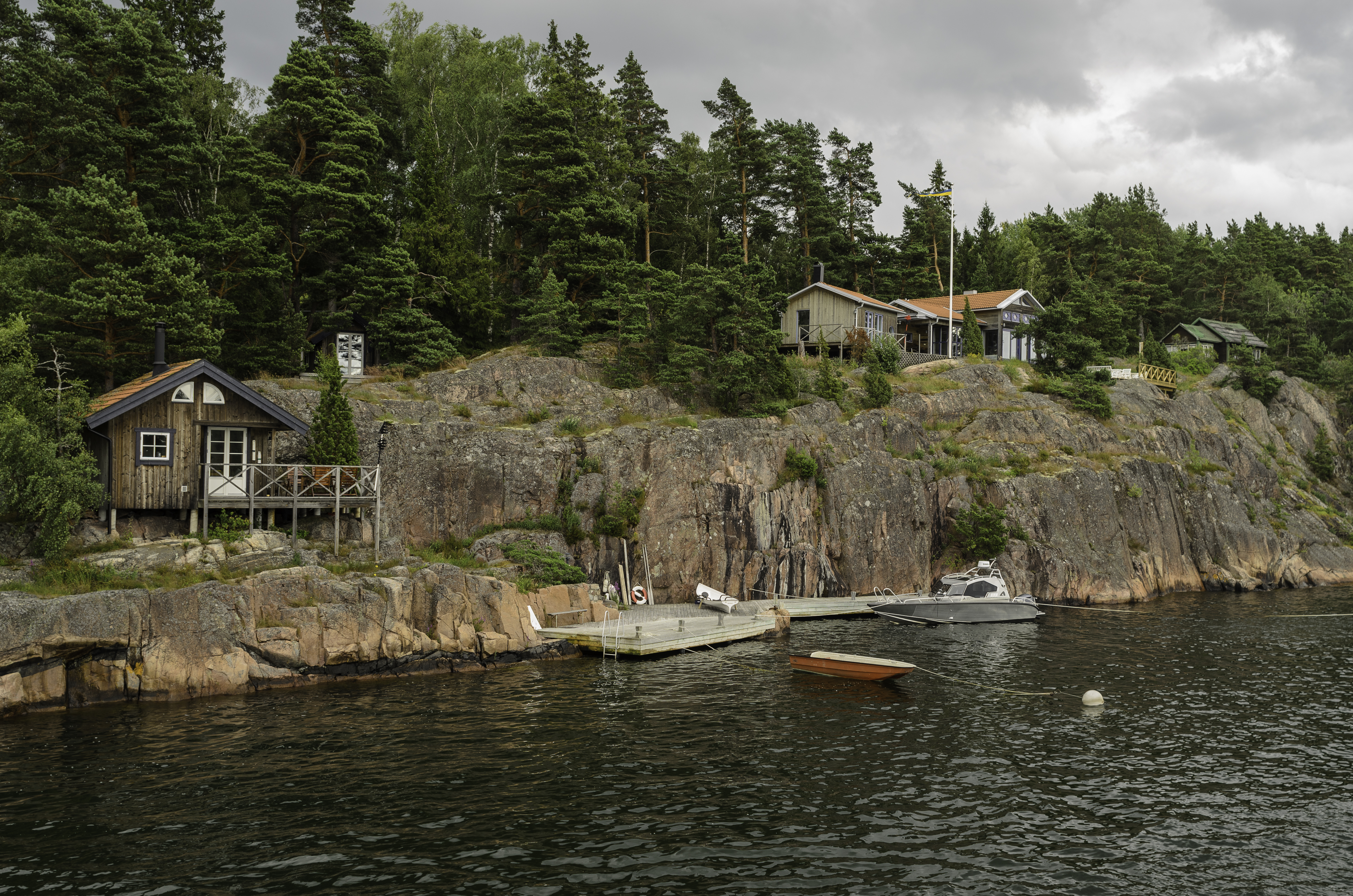
Fritidshus på ön.
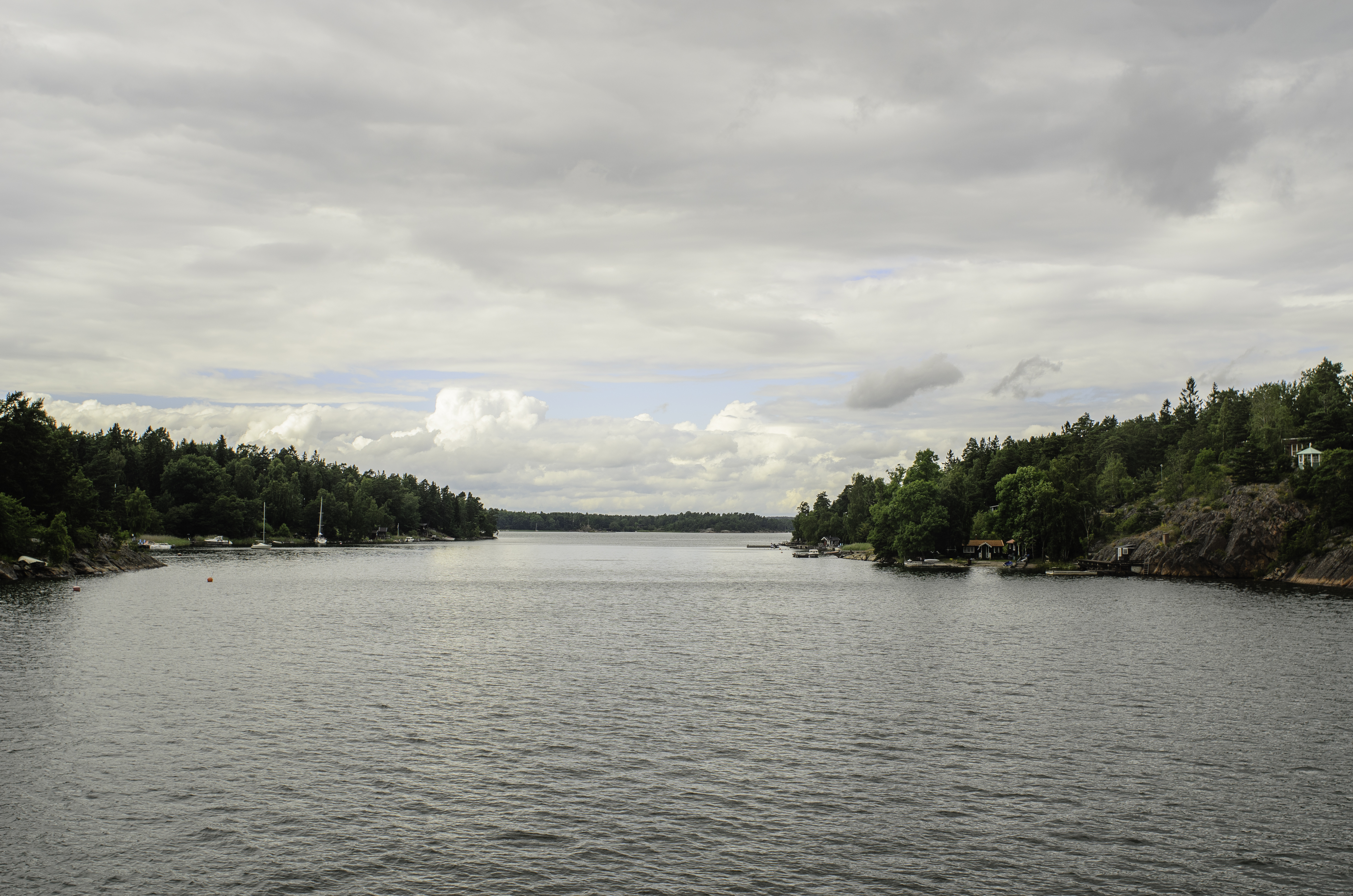
Sundet mellan Stora och Lilla Saxaren (vänster).
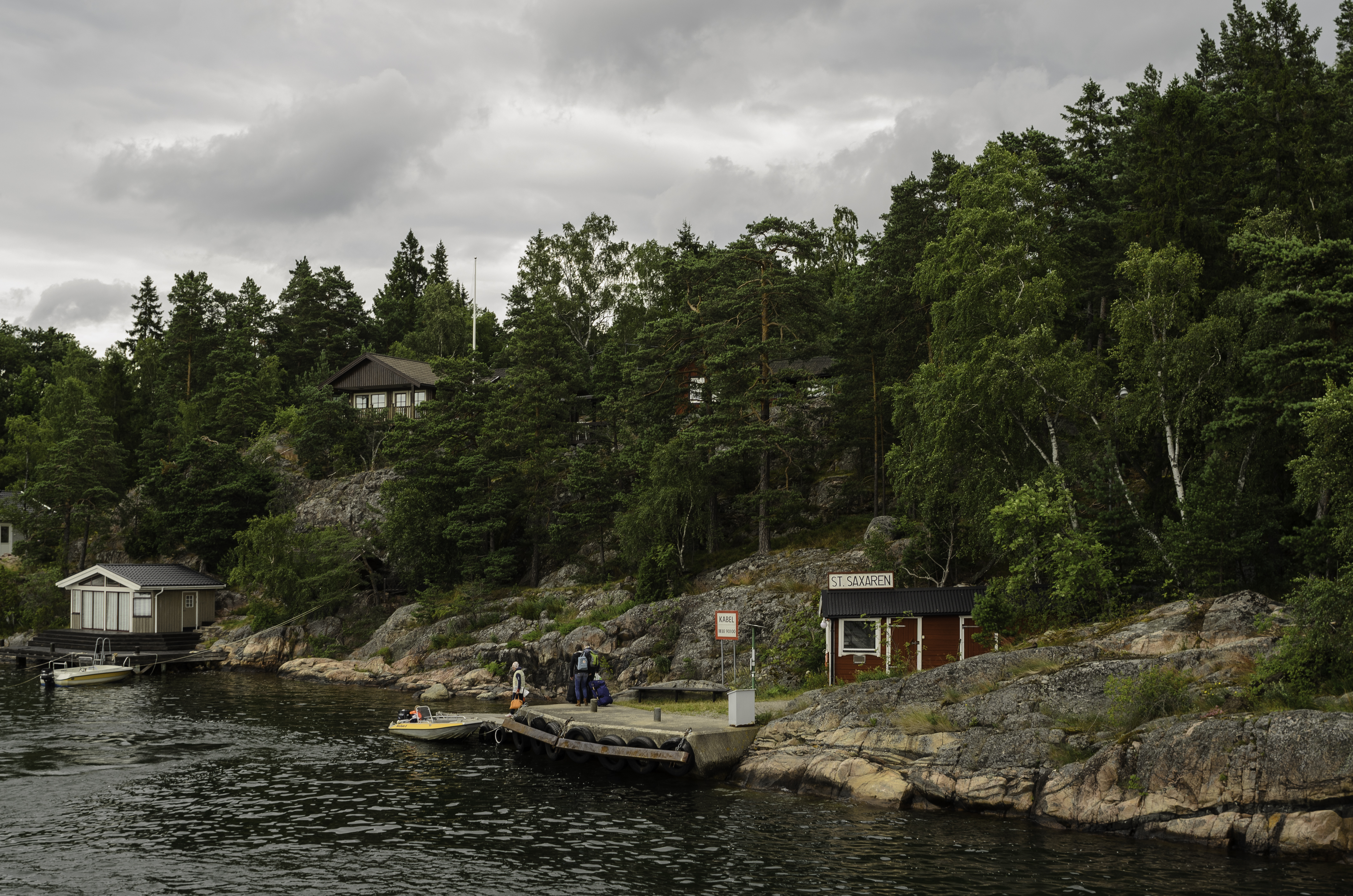
Stora Saxare brygga.